# Reprezentacja Polski w skokach narciarskich 2004/2005
Reprezentacja Polski w skokach narciarskich 2004/05
Podobnie jak w latach ubiegłych liderem kadry był Adam Małysz, który jednak nie odnosił tak spektakularnych sukcesów jak w gwiazdorskich latach 2000-2003. W omawianym sezonie po raz pierwszy swoje możliwości odkrył Kamil Stoch, który zajął 7. miejsce w konkursie przeprowadzonym w Pragelato.
Ogółem skoczkowie polscy zdobyli byli 1630 punkty, co dało 7. miejsce wśród drużyn świata.
Kadra A
Zawodnicy:
- Marcin Bachleda (AZS-AWF Katowice)
- Stefan Hula (Sokół Szczyrk)
- Adam Małysz (KS Wisła Ustronianka)
- Mateusz Rutkowski (TS Wisła Zakopane)
- Wojciech Skupień (WKS Zakopane)
- Wojciech Tajner (KS Wisła Ustronianka)

Sztab trenerski:
- trener główny: Heinz Kuttin
- asystent trenera: Łukasz Kruczek

Kadra B
Zawodnicy:
- Krystian Długopolski (AZS-AWF Katowice)
- Dawid Kowal (Start Krokiew Zakopane)
- Robert Mateja (WKS Zakopane)
- Tomasz Pochwała (AZS-AWF Katowice)
- Kamil Stoch (LKS Poroniec Poronin)
- Tomisław Tajner (KS Wisła Ustronianka)
- Sebastian Toczek (Start Krokiew Zakopane)
- Wojciech Topór (Start Krokiew Zakopane)
- Paweł Urbański (Start Krokiew Zakopane)

Sztab trenerski:
- trener główny: Stefan Horngacher
- asystent trenera: Zbigniew Klimowski

Kadra C
Zawodnicy:
- Jan Ciapała (TS Wisła Zakopane)
- Wojciech Pawlusiak (Sokół Szczyrk)
- Grzegorz Sobczyk (AZS-AWF Katowice)
- Krzysztof Styrczula (Start Krokiew Zakopane)
- Rafał Śliż (KS Wisła Ustronianka)
- Mateusz Wantulok (KS Wisła Ustronianka)
- Przemysław Wyrwa (KS Wisła Ustronianka)
- Piotr Żyła (KS Wisła Ustronianka)

Sztab trenerski:
- trener: Piotr Fijas